# Синяя стена молчания
Синяя стена молчания, также синий код и синий щит — это термины, используемые в Соединённых Штатах для обозначения неформального правила среди сотрудников полиции не сообщать об ошибках, проступках, жестокости или преступлениях коллеги.

## История
Агентство Пинкертона было известно тем, что использовалось для насильственного прекращения забастовок. Многие члены Ку-клукс-клана были полицейскими, которые защищали друг друга при проведении расистских акций. Позднее это привело к принятию Закона о гражданских правах 1964 года, который предоставил новую защиту жертвам, подвергавшимся дискриминационной полицейской деятельности.
Кроме того, ряд знаковых решений Верховного суда США в эту эпоху придал новую силу как личным правам на неприкосновенность частной жизни, так и ограничению полицейской власти: некоторые дела привели к усилению прав по Четвёртой поправке против необоснованного обыска и ареста, были введены нормы, запрещающие использование на суде доказательств, испорченных неконституционными действиями полиции, и возникло так называемое «Правило Миранды», требующее от должностных лиц информировать задержанных подозреваемых об их конституционных правах.

## Доп. информация
В правоохранительных органах Соединённых Штатов фраза «цыганский полицейский» является сленгом для офицера полиции, который часто переводится между полицейскими департаментами, в связи или независимо от неправомерных действий, плохой или неподходящей работы.